# 陈美东
陈美东（1942年2月19日—2008年12月30日），男，福州连江人，中国天文史学家，中国科学院自然科学史研究所研究员、原所长，曾任中国科学技术史学会副理事长。